# He's the 1 (I love)
He's the 1 (I love) is een single van The Star Sisters uit 1985. Hij werd geproduceerd door Fluitsma & Van Tijn. De A-kant werd geschreven door dit duo en Cold as ice op  de B-kant door Danny en Eddy van Passel, Gregory Elias en Peter Schön. Beide nummers verschenen dat jaar op de elpee Danger. Daarnaast verscheen er nog een maxisingle met een dance- en dub-remix.

## Hitnoteringen

### Nederland en België
Bij Veronica kwam de single niet verder dan de Tipparade. Wel waren er noteringen in de Nationale Hitparade en de Ultratop 50.
| Nederlandse Nationale Hitparade: 24-08-1985 | Nederlandse Nationale Hitparade: 24-08-1985 | Nederlandse Nationale Hitparade: 24-08-1985 |
| Week:                                       | 1                                           |                                             |
| ------------------------------------------- | ------------------------------------------- | ------------------------------------------- |
| Positie:                                    | 42                                          | uit                                         |

| Positie: | 33 | 26 | 29 | 39 | uit |